# École anglaise de Gyantsé

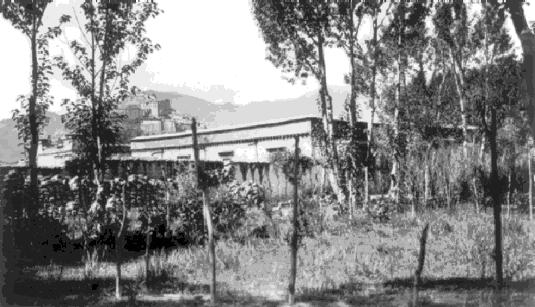
L'école anglaise de Gyantsé

L'école anglaise de Gyantsé est une école laïque moderne, basée sur le modèle de l'école privée anglaise et située dans la ville de Gyantsé au Tibet. Un éducateur britannique, Frank Ludlow, invité par le gouvernement tibétain, en fut le directeur. L'école, fondée par le 13e dalaï-lama, est ouverte en 1923. Elle est fermée trois ans plus tard en 1926.

## Histoire

### Le projet

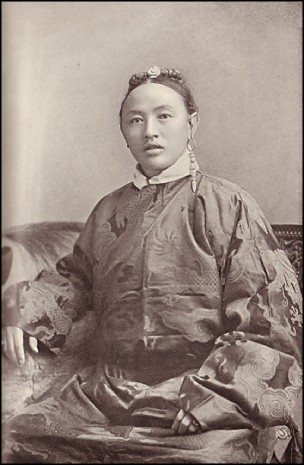
Paljor Dorje Shatra

C'est lors de la Convention de Simla (en 1913) que l'idée de fonder une école britannique au Tibet fut évoquée par le plénipotentiaire tibétain, le premier ministre Paljor Dorje Shatra. Pour faire face aux pressions de la civilisation occidentale, elle semblait indispensable au  gouvernement tibétain qui voyait que, sans éducation scolaire générale, on ne pouvait former de Tibétains pour développer le pays selon ses vœux. Un responsable britannique insista pour préciser que l'école serait entièrement fondée par les Tibétains de leur propre initiative et que ce n'était en aucun cas une entreprise britannique augurant une « pénétration pacifique ».
Gyantsé est choisie car la ville possède déjà un agent commercial (David Macdonald) et une petite garnison militaire britanniques, formant une communauté susceptible de donner l’occasion aux élèves de fréquenter des Anglais. Le nombre d’élèves serait au début entre 25 et 30 et aucun d’entre eux ne devrait avoir fait des études même en tibétain. Leur scolarité durerait de 5 à 8 ans selon les besoins puis ils seraient envoyés dans des écoles soit en Europe, soit à Darjeeling, Mussoorie, etc., en Inde pendant un an pour se frotter à de jeunes Européens et apprendre à connaître les coutumes, idées et mœurs européennes.

### Ouverture et enseignements

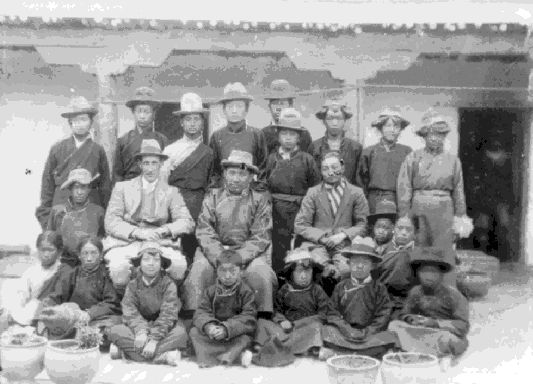
Frank Ludlow avec des élèves tibétains

En 1923, le 13e dalaï-lama fonde l'école anglaise de Gyantse sous la direction de Frank Ludlow. L'école ouvre le 8 novembre 1923 avec 30 élèves, des garçons âgés de 8 à 18 ans dont aucun ne venait de Lhassa, ni n'était le fils d'un responsable du gouvernement. Certains étaient bien habillés, tandis que d'autres avaient une origine modeste de toute évidence. Ils sont choisis par le Bureau des Finances parmi les familles de l'aristocratie laïque. Les conversations en anglais étaient la priorité, et Ludlow était fier au terme des trois ans de son mandat que la plupart des enfants de sa classe pouvaient tenir une conversation sensée sur tout sujet. Il ajouta ensuite la géographie au programme. En 1926, les garçons plus avancés « faisaient d'excellents progrès en anglais. Leur orthographe et écriture étaient excellentes, ils commençaient à parler couramment et s’intéressaient de près à des livres comme Robin des bois, Guillaume Tell, Les Chevaliers de la table ronde, etc. En arithmétique, ils avaient acquis une bonne compréhension des fractions et des nombres décimaux.

### Fermeture
Le 20 août 1926, la décision de fermeture de l'école est transmise à Ludlow par Frederick Williamson (en), qui lui enverra la copie d'une lettre où le Kashag explique ses raisons. Les parents, déclare le Kashag, « se sont continuellement plaints qu'à moins que leurs garçons n'apprennent leur propre langue à fond au départ, ils ne peuvent pas travailler au service du gouvernement tibétain de façon satisfaisante ». Ils ont réitéré la proposition que des professeurs indiens viennent chez eux enseigner l'anglais, mais ont insisté pour affirmer qu'ils avaient le plus grand respect pour Ludlow .

#### Avis de Ludlow

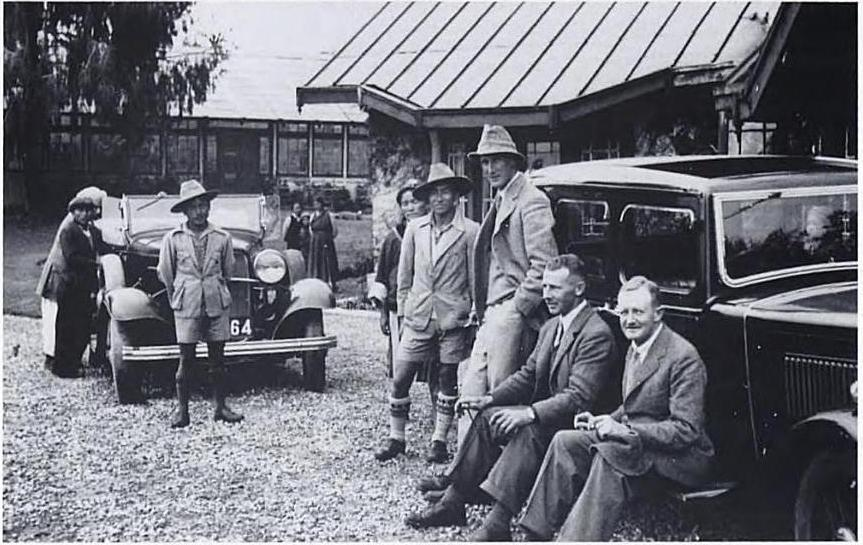
Frank Ludlow, George Sherriff et Frederick Williamson en 1933 à Gangtok, Sikkim

Ludlow n'a pas imputé la fermeture de l'école qu'aux Tibétains, il pensait aussi que les autorités britanniques en Inde étaient tout aussi coupables. Frederick Markham Bailey pensait aussi que le Foreign Office aurait pu donner beaucoup plus d'encouragements. L'école ferma en novembre 1926, date du départ de Ludlow du Tibet.

#### Avis de David Macdonald
En dehors des raisons officielles invoquées par le gouvernement tibétain pour abandonner le projet, David Macdonald en identifie trois supplémentaires : (i) les parents s'opposaient à l'envoi de leurs enfants si loin de chez eux ; (ii) les lamas y étaient opposés car selon eux, si les enfants devaient apprendre pour moitié de leur temps l'anglais et pour l'autre le tibétain, ils n'apprendraient aucune des deux  langues correctement ; et (iii) le gouvernement tibétain était dans l'incapacité de payer régulièrement le salaire du maître d'école.

#### Autres avis
Pour Yangdon Dhondup, l’échec de ce projet est liée aux factions conservatrices du clergé. Pour Robert W. Ford, c'est en raison d'un changement dans la politique extérieure du Tibet, qui amorçait une coopération avec la Chine, que l'école fut fermée.
Pour Alex McKay, l'école anglaise dut fermer en raison d'un mouvement tibétain général opposé à la modernisation à cette époque. 
Pour Jérôme Edou et René Vernadet, c'est l'opposition des grands monastères qui contraignit l'école à fermer.

## Influence
Pour Alastair Lamb (en), l'école anglaise fut un échec dans la mesure où elle était censée accroître l'influence britannique au Tibet grâce aux élèves appelés à devenir, du moins l'espérait-on, de puissants responsables du gouvernement tibétain. Selon lui, guère de responsables (sinon aucun) ayant été à l'école anglaise ne semblent avoir exercé une influence importante dans les affaires du pays. Pour d'autres auteurs, Ludlow eut une influence considérable, et en 1942 de nombreux hauts responsables tibétains avaient été ses élèves à Gyantsé.

### Anciens élèves

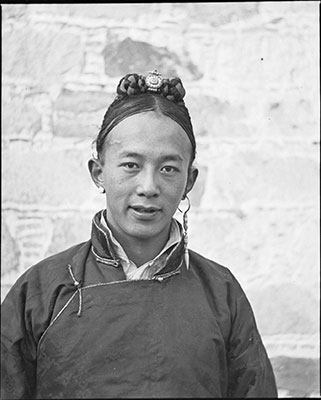
Surkhang Lhawang Topgyal en 1937

Au nombre des anciens élèves célèbres de l'école, figurent :
- Surkhang Lhawang Topgyal[21], homme politique, militaire et diplomate tibétain.
- Kelsang Wangdu (Dergé Sé)[22], qui devint le gouverneur de Markham Gartok[23].
- Horkhang Sé (Horkhang Sonam Palbar), qui devint ministre laïc des Finances[24].
- Doring Thaiji[25] Tenzin Norbu (1900- mort après 1959), nommé dzongpön de Nyalam en 1932, il fut promu au 4e grade en 1934, et on lui confia la mission délicate de rencontrer le 9e panchen-lama, exilé en Chine à l'époque. De retour en 1938, il fut nommé contrôleur des biens du 13e dalaï-lama[26].
- Doring Se (Dadul Wangyal), devenu responsable tibétain le 14 février 1945, il fut nommé assistant du ministre Lhalu Shape en novembre 1950[27].
- Tendong Dzongpon (Palden Gyaltsen) était chargé des propriétés du gouvernement tibétain à Chayul avant de devenir assistant à l'usine hydro-électrique de Drapchi près de Lhassa. Il fut nommé dzongpön de Gyantsé en 1935, et de Trachhen Dzong dans le Kham en 1942. Il fut nommé assistant télégraphe à Lhassa en avril 1943[28].
- Dhondup Khangsar II (Sonam Wangchhuk) entra au service du gouvernement en 1939, nommé clerc du Kashag en décembre 1939, dzongpön de Chomo Dzong dans le Kongpo en 1942. Devenu rupön du régiment des Kusung, il fut posté dans le district de Naktshang en mai 1949[29].
- Lhagyari Kelzang Nyendrak (début du XXe - 1952), père de Lhagyari Namgyal Gyatso[30]
- Phala Dorje Wangdu

## Projet de réouverture
Les autorités tibétaines souhaitaient rouvrir l'école. L'agent commercial de Gyantsé rapporte en 1932 qu'il avait été décidé d'ouvrir une école anglaise à Lhassa, les murs avaient été élevés et le gouvernement souhaitait réengager Frank Ludlow. Ce projet ne se concrétisa pas, mais il ne disparut pas totalement. Ainsi, Ludlow écrit en 1937 qu'il avait appris l'année précédente que le gouvernement envisageait de rouvrir l'école de Gyantsé. Il ajoute qu'il est maintenant trop âgé pour rester longtemps à une telle altitude mais espère qu'une personne plus jeune comme Spencer Chapman pourra accepter.